# آرتلنبورگ
آرتلنبورگ (به آلمانی: Artlenburg) یک منطقهٔ مسکونی در آلمان است که در لونه‌بورگ واقع شده‌است. آرتلنبورگ ۱٬۶۱۹ نفر جمعیت دارد.